# Santo André (navio pesqueiro)
O Santo André foi um navio de pesca do bacalhau português. Encontra-se atualmente ancorado no cais do Jardim Oudinot, freguesia e cidade de Gafanha da Nazaré, concelho de Ílhavo, distrito de Aveiro, em Portugal. Com a função de navio-museu, constitui-se em pólo do Museu Marítimo de Ílhavo.

## História
Foi construído em 1948 num estaleiro dos Países Baixos, por encomenda da Empresa de Pesca de Aveiro, como um arrastão de bacalhau, de arrasto lateral. Foi registado na Capitania do Porto de Aveiro no ano seguinte (1949), com o número A-2309-N, ano em que realizou a sua primeira viagem aos mares da Terra Nova. O seu primeiro capitão foi o Ilhavense José Pereira Bela.
A sua última viagem foi à Noruega, em 1997, sob o comando do capitão Manuel Silva Santos.
Para que a memória da pesca do bacalhau não morresse, a embarcação foi recuperada e requalificada como navio-museu, aberto à visitação pública.

## Características
- Comprimento total: 71,40 metros
- Boca máxima: 11,00 metros
- Pontal de construção: 6,00 metros

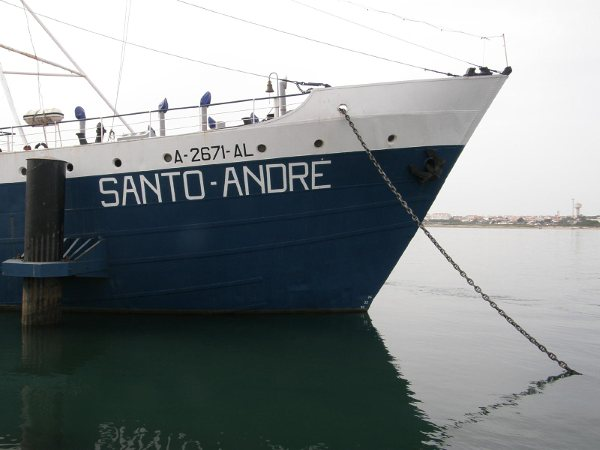
Navio Museu Santo André

- Potência propulsora: Motor Verkspoor 1 700 HP
- Capacidade dos porões: 20 000 quintais
- Construção em aço.